# Dmitrij Utkin
Dmitrij Walerjewicz Utkin (ros. Дмитрий Валерьевич Уткин; ps. Wagner; ur. 11 czerwca 1970 w Asbieście, zm. 23 sierpnia 2023 w Kużenkinie) – oficer (podpułkownik) rosyjskiego wywiadu wojskowego (GRU), założyciel Grupy Wagnera, odpowiadający za koordynację i planowanie operacji rozmieszczania najemników w różnych krajach. Bohater Federacji Rosyjskiej.
Decyzją z dnia 13 grudnia 2021 Rada Unii Europejskiej nałożyła na Utkina sankcje z powodu odpowiedzialności za poważne naruszenia praw człowieka popełniane przez Grupę Wagnera, obejmujące tortury oraz pozasądowe, doraźne lub arbitralne egzekucje i zabójstwa.

## Śmierć
Według rosyjskiego ministerstwa ds. sytuacji nadzwyczajnych 23 sierpnia 2023 r. we wsi Kużenkino, leżącej w obwodzie twerskim, doszło do katastrofy lotniczej, w której rozbił się prywatny samolot Embraer Legacy 600 lecący z Moskwy do Sankt Petersburga. Według tychże doniesień, wszystkie 10 osób na pokładzie samolotu zginęło. Rosyjska państwowa agencja medialna TASS poinformowała, że Utkin znajdował się na liście pasażerów lotu.
Kanał telegramowy powiązany z Wagnerem twierdził, że odrzutowiec, w którym leciał Utkin, został zestrzelony przez rosyjską obronę powietrzną w obwodzie twerskim.